# ハラルト・ゲンツマー国際作曲コンクール
ハラルト・ゲンツマー国際作曲コンクールは、ドイツのハラルト・ゲンツマー財団が主催する国際作曲コンクール。

## 概要
2010年から始まった国際作曲コンクールだが、受賞曲は学生のみならず生徒でも演奏が可能であることを条件にしている珍しいコンクールである。受賞曲は、順位決定後必ず12歳から28歳までの若い音楽家によって公開で生演奏される。
2020年度は新型コロナが流行したため非公開演奏であったが、Youtubeで配信された。
演奏審査は存在しない。

## 受賞者

### 本部門
- 2010年 (クラリネットとピアノのための作品): Anne-Marie Turcotte (イタリア, 1. Preis), Hans-Günther Allers (ドイツ, 2. Preis), Nickos Harizanos (ギリシャ, 3. Preis)
- 2012年 (チェロとピアノのための作品): Hans-Henning Ginzel (ドイツ, 1. Preis), Maxim Seloujanov (ドイツ, 3. Preis); ein Zweiter Preis wurde nicht vergeben.
- 2014年 (ピアノトリオのための作品): Martin Sadowski (ドイツ/ポーランド, 1. Preis), Anna Korsun (ウクライナ, 2. Preis), Grigoriy Korchmar (ロシア, 3. Preis)
- 2016年 (フルートとピアノのための作品): Peilei Shang (中国, 1. Preis), Oliver Kolb (ドイツ, 2. Preis), Theodoros Gkougkousoudis (ギリシャ, 3. Preis)
- 2018年 (ピアノソロのための作品): Daniel Hey (ドイツ, 2. Preis), Oliver Kolb (ドイツ, 2. Preis), Françoise Choveaux (フランス, 3. Preis)
- 2020年 (ピアノとヴァイオリンのための作品): Daniela Achermann (スイス, 1. Preis), オットー・ヴァンケ (オーストリア, 2. Preis), Vivian Nägeli (スイス, 3. Preis)
- 2022年 (チェロとピアノのための作品): Andersen Viana (ブラジル[5], 1. Preis), ヴァレリオ・サンニカンドロ (イタリア/フランス, 2. Preis), マッシモ・ラウリチェラ (イタリア, 3. Preis)

### シュピールムジーク部門
シュピールムジークも参照のこと。
- 2020年 (ピアノとヴァイオリンのための作品): Orlando Soccavo (スイス, 1. Preis), マッシモ・ラウリチェラ (イタリア, 2. Preis), Jona Kümper (ドイツ, 1. Preis),
- 2022年 (チェロとピアノのための作品): 該当なし